# Antiche unità di misura del circondario di Mirandola

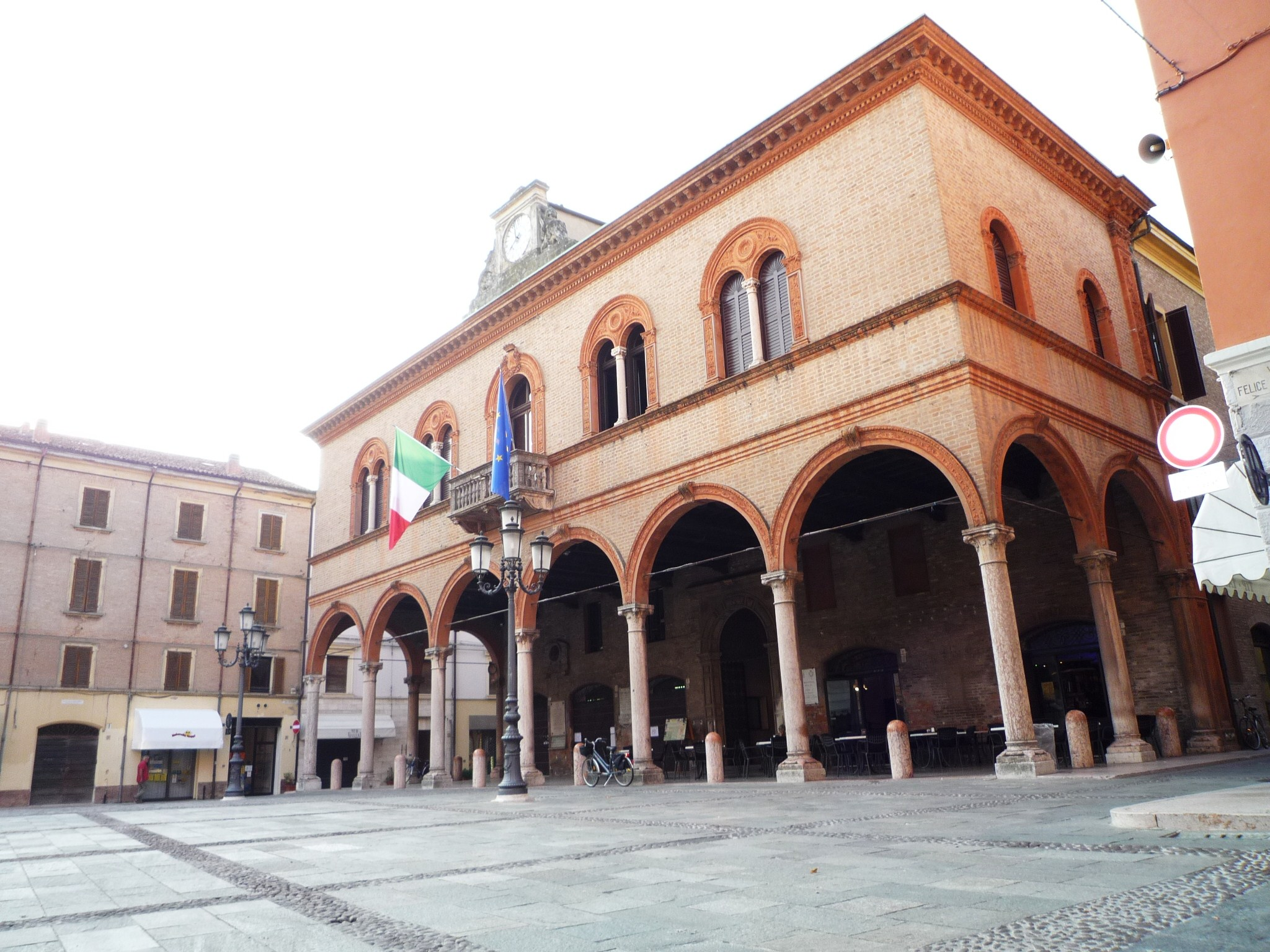
I campioni delle antiche misure di Mirandola sono incisi sul retro delle colonne di marmo che sorreggono la loggia dei Pico del palazzo municipale, in piazza della Costituente a Mirandola

Sono qui riportate le conversioni tra le antiche unità di misura in uso nel circondario di Mirandola e il sistema metrico decimale, così come stabilite ufficialmente nel 1877.
Nonostante l'apparente precisione nelle tavole, in molti casi è necessario considerare che i campioni utilizzati (anche per le tavole di epoca napoleonica) erano di fattura approssimativa o discordanti tra loro.

## Misure di lunghezza
| Comuni                                                          | Denominazione                 | Valore   | Unità |
| --------------------------------------------------------------- | ----------------------------- | -------- | ----- |
| Mirandola, Concordia, Novi di Modena, S. Possidonio             | Braccio mercantile            | 0,638490 | m     |
| Mirandola, Concordia, Novi di Modena, S. Possidonio             | Braccio agrimensorio          | 0,531931 | m     |
| Camposanto, Cavezzo, Medolla, S. Prospero, S. Felice sul Panaro | Braccio mercantile di Modena  | 0,633153 | m     |
| Camposanto, Cavezzo, Medolla, S. Prospero, S. Felice sul Panaro | Braccio agrimensorio          | 0,523048 | m     |
| Finale nell'Emilia                                              | Braccio mercantile di Ferrara | 0,673607 | m     |
| Finale nell'Emilia                                              | Braccio agrimensorio          | 0,523048 | m     |

Le braccia mercantili ed agrimensorie di Mirandola, Modena e Finale si dividono in 12 once, l'oncia in 12 punti.
In alcune borgate del comune di Novi si usano le braccia di Carpi.

## Misure di superficie
La biolca è un'unità di misura agraria di superficie, usata in varie zone dell'Emilia, del mantovano, del Pavese e altre zone confinanti. Corrisponde alla superficie di terreno che si stimava di potere arare in una giornata di lavoro con un aratro trainato da due buoi aggiogati; il sistema corrisponde concettualmente allo iugero dell'antica Roma. Data la diversa composizione dei terreni di pianura rispetto a quelli di collina e montagna, la biolca mirandolese (2933,63 m²) è più ampia della biolca di Carpi e Soliera (2854,42 m²), della biolca modenese (2836,47 m²) e della biolca di Frassinoro (2832,47 m²). Viceversa, anche per motivi storici, è molto simile alla biolca reggiana (2922,25 m2), ma decisamente più piccola rispetto alla biolca mantovana (3138,5969 m²) e alla biolca di Luzzara, Reggiolo e Rolo (3138,60 m²).
| Comuni                                                                              | Denominazione       | Valore  | Unità |
| ----------------------------------------------------------------------------------- | ------------------- | ------- | ----- |
| Mirandola, Concordia, Novi di Modena, S. Possidonio                                 | Biolca di Mirandola | 2933,63 | m²    |
| Camposanto, Cavezzo, Medolla, S. Prospero, S. Felice sul Panaro, Finale nell'Emilia | Biolca di Modena    | 2836,47 | m²    |

Le biolche di Mirandola e Modena si dividono in 72 tavole quadrate, la tavola in 4 pertiche quadrate, la pertica in 36 piedi quadrati.
L'antico bosco della Saliceta era suddiviso in 16 aree quadrangolari di 112,5 biolche ognuna: ogni anno veniva tagliata la metà di una "quadra", cosicché il ciclo di vita complessivo degli alberi ad alto fusto (roveri, frassini, pioppi, olmi, salici, sorbi, peri e meli selvatici) della "piantada" era di 32 anni.

## Misure di volume
| Comuni         | Denominazione | Valore  | Unità |
| -------------- | ------------- | ------- | ----- |
| Tutti i comuni | Braccio cubo  | 150,510 | L     |

Il braccio cubo si divide in 1728 once cube, l'oncia cuba in 1728 punti cubi.

## Misure di capacità per gli aridi
| Comuni             | Denominazione    | Valore   | Unità |
| ------------------ | ---------------- | -------- | ----- |
| Tutti i comuni     | Sacco di Modena  | 126,5004 | L     |
| Finale nell'Emilia | Sacco di Ferrara | 124,3717 | L     |

Il sacco di Modena si divide in 2 staia, lo staio in 2 mine, la mina in 4 quarte, la quarta in 6 coppelli.
Il sacco di Finale si divide in 4 mine, la mina in 4 quarte.

## Misure di capacità per i liquidi
| Comuni                                                          | Denominazione      | Valore   | Unità |
| --------------------------------------------------------------- | ------------------ | -------- | ----- |
| Mirandola, Concordia, Novi di Modena, S. Possidonio             | Quartaro           | 103,8509 | L     |
| Camposanto, Cavezzo, Medolla, S. Prospero, S. Felice sul Panaro | Quartaro di Modena | 101,8117 | L     |
| Finale nell'Emilia                                              | Mastello           | 56,7842  | L     |

Il quartaro di Mirandola si divide in 2 mastelli, il mastello in 30 boccali, il boccale in 4 fogliette.
Il quartaro di Modena si divide in 2 mastelli, il mastello in 45 boccali, il boccale in 4 fogliette.
Il mastello di Finale si divide in 40 boccali.
In alcuna frazioni del comune di Novi si usa la misura di Carpi.

## Pesi
| Comuni                                                          | Denominazione     | Valore  | Unità |
| --------------------------------------------------------------- | ----------------- | ------- | ----- |
| Mirandola, Concordia, Novi di Modena, S. Possidonio             | Libbra di Milano  | 326,793 | g     |
| Camposanto, Cavezzo, Medolla, S. Prospero, S. Felice sul Panaro | Libbra di Modena  | 340,457 | g     |
| Finale nell'Emilia                                              | Libbra di Ferrara | 345,137 | g     |

La libbra di Modena si divide in 12 once, l'oncia in 16 ferlini.
La libbra di Milano si divide in 12 once, l'oncia in 24 denari, il denaro in 24 grani.
La libbra di Finale si divide in 12 once, l'oncia in 8 dramme, la dramma in 72 grani.